# Cultrinotus
Cultrinotus is een geslacht van rechtvleugeligen uit de familie Pamphagidae. De wetenschappelijke naam van dit geslacht is voor het eerst geldig gepubliceerd in 1915 door Bolívar.

## Soorten
Het geslacht Cultrinotus omvat de volgende soorten:
- Cultrinotus apicalis Walker, 1870
- Cultrinotus luanensis Uvarov, 1953
- Cultrinotus poultoni Bolívar, 1915